# Route nationale 611
Die Route nationale 611, kurz N 611 oder RN 611, war eine französische Nationalstraße, die von 1933 bis 1973 zwischen Homps und einer Straßenkreuzung mit der ehemaligen Nationalstraße 117 nordöstlich von Latour-de-France verlief. Ihre Länge betrug 79 Kilometer.

## N 611a
Die Route nationale 611A, kurz N 611A oder RN 611A, war von 1933 bis 1973 eine französische Nationalstraße und zugleich ein Seitenast der N 611, die westlich von Sigean abzweigte und zu einer Straßenkreuzung mit der ehemaligen Nationalstraße 9 nördlich von Sigean verlief. Die Länge betrug 10 Kilometer. Der Abschnitt zwischen der N9 und der Kreuzung mit der D3 (Ex-Gc3) war vor der Aufstufung 1933 ein Teil der Gc105; der restliche Abschnitt war ein Teilabschnitt der Gc3.